# Pizzo
Pizzo község (comune) Olaszország Calabria régiójában, Vibo Valentia megyében.

## Fekvése
A megye észeki részén fekszik, a Santa Eufemia-öböl partján. A tengerpartról látni Stromboli szigetét. Határai: Curinga, Francavilla Angitola, Maierato, Sant’Onofrio és Vibo Valentia.

## Története
A települést a Magna Graeciába érkező görög telepesek alapították. Erődítményét a 15. építették. Itt raboskodott, majd itt végezték ki Joachim Muratot. A hagyomány szerint a 17. században egy viharba került, kormányozhatatlanná vált halászhajó legénysége a Madonna képhez fohászkodva, ígéretet tett, hogy megmenekülésük esetén partot érésük helyén saját kezükkel építenek fel egy kápolnát. A halászok Pizzo partvidékén értek partot, egy barlangnál, amelynek termét megnagyobbítva kápolnává alakították át. A hajóról származó Madonna képet is itt helyezték el egy egyszerű oltáron. A halászok körében nagy tiszteletnek örvendő barlangot évszázadokon keresztül  bővítették, szentek szobrainak sokaságával látták el, mire mai formáját a sziklatemplom felvette. A település várában ítélték el és végezték ki 1815. október 13-án Joachim Muratot, Napóleon egykori tábornokát, utólag nápolyi királyt.

## Népessége
A lakosság számának alakulása

## Főbb látnivalói
- az 1492-ben épült Castello (vár)
- az 1632-ben épült San Giorgio-templom
- a 16. század végén épült Piedigrotta-templom